# Eitan Broshi

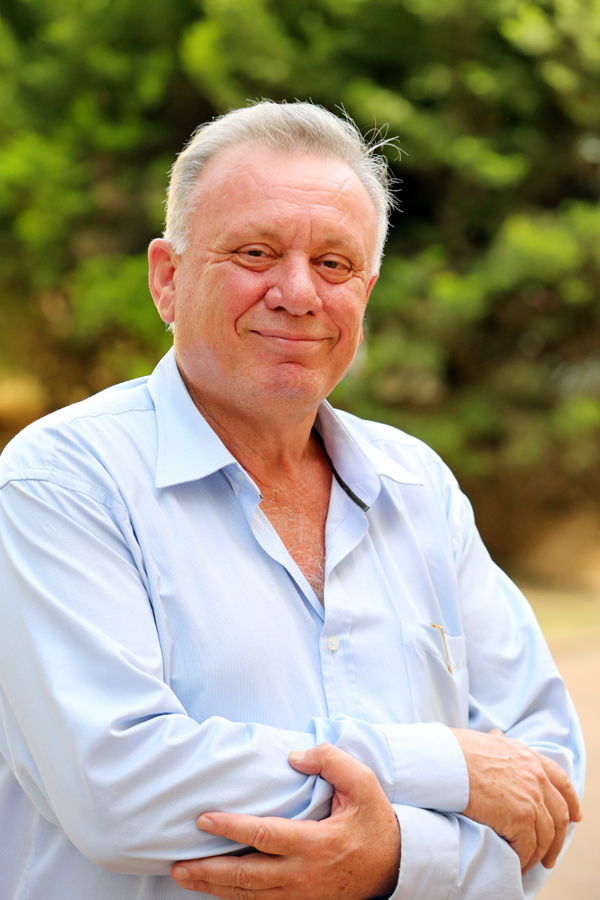
Eitan Broshi

Eitan Broshi (hebräisch איתן ברושי, * 17. Juni 1950) ist ein israelischer Politiker der Zionistischen Union.

## Leben
Nach seinem Militärdienst in der Golani-Brigade kämpfte er als Soldat im Jom-Kippur-Krieg. Später studierte er Sozial- und Humanwissenschaften an der Universität Tel Aviv. Broshi wurde Mitglied des Kibbuz Gvat. 1999 wurde er Leiter des Jezreel Valley Regional Council. Seit 2013 ist Broshi in der Leitung der Kibbuzbewegung tätig. 2015 gelang ihm der Einzug als Abgeordneter in die Knesset. Broshi ist verheiratet und hat fünf Kinder.